# Zsolt Gyulay
Zsolt Gyulay (12 septembre 1964 à Vác) est un kayakiste hongrois pratiquant la course en ligne.
Il a participé aux Jeux olympiques en 1988, 1992 et 1996, remportant quatre médailles dont deux en or. 